# Kristian Jensen
Pour les articles homonymes, voir Jensen.
Kristian Jensen, né le 21 mai 1971 à Middelfart (Danemark), est un homme politique danois, membre du Parti libéral (V).

## Biographie
En 1988, il entre à l'école de commerce de Lemvig, et en ressort diplômé trois ans plus tard. Il effectue ensuite une formation de deux ans à l'agence d'Unibank à Lemvig. Il la termine 1993 et devient employé de l'agence de Brende jusqu'en 1998.
Il a siégé au conseil d'administration de la Banque du Danemark de 2001 à 2004.
Il est marié à Trine Overmark, consultante en énergie, et père de trois enfants : Magnus, Oliver et Asbjørn.

## Parcours politique

### Au sein du Parti libéral
Il entre au comité directeur de la Jeunesse libérale danoise en 1993, et est élu membre du comité exécutif l'année suivante. En 1995, il devient président national du mouvement pour deux ans et membre du conseil général du Parti libéral du Danemark jusqu'en 1998.
Cette année-là, Kristian Jensen est désigné porte-parole du parti sur les technologies de l'information et les sports. Trois ans plus tard, il obtient le poste de porte-parole pour la politique financière. Le 17 mai 2009, il est élu vice-président du Parti libéral du Danemark.
Il quitte la vice-présidence du parti après les élections législatives de 2019.

### Au sein des institutions
Il est élu député au Folketing lors des législatives du 11 mars 1998. Il est réélu lors des législatives anticipées de 2001 et désigné vice-président de la commission parlementaire des Affaires fiscales.
Le 2 août 2004, Kristian Jensen, âgé alors de 33 ans, est nommé ministre de la Fiscalité du Danemark dans le gouvernement minoritaire conduit par le libéral Anders Fogh Rasmussen. Il est reconduit le 18 février 2005, puis le 23 novembre 2007.
Maintenu en fonction par Lars Løkke Rasmussen lorsque celui-ci est nommé ministre d'État, il quitte finalement le gouvernement le 23 février 2010 et remplace Hans Christian Schmidt à la présidence du groupe parlementaire libéral au Folketing. Le 28 juin 2015, il devient ministre des Affaires étrangères après la victoire de Lars Løkke Rasmussen aux élections législatives. Le 28 novembre 2016, il devient ministre des Finances après un remaniement ministériel.
En mars 2021, il annonce son départ du Folketing en cours de mandat après avoir été désigné par la Première ministre Mette Frederiksen comme envoyé spécial chargé de travailler à l'élection d'un représentant danois au conseil de sécurité des Nations-Unies.
Il quitte ses fonctions d'envoyé spécial l'année suivante, pour devenir le directeur général de Green Power Danemark, un groupe d'intérêt nouvellement créé par la fusion de précédentes entités visant à défendre la production d'énergie verte au Danemark.

### Publication
- Hurra for globaliseringen - 2003